# Momo (Italië)
Momo is een gemeente in de Italiaanse provincie Novara (regio Piëmont) en telt 2713 inwoners (31-12-2004). De oppervlakte bedraagt 23,7 km², de bevolkingsdichtheid is 114 inwoners per km².

## Demografie
Momo telt ongeveer 1093 huishoudens. Het aantal inwoners daalde in de periode 1991-2001 met 5,2% volgens cijfers uit de tienjaarlijkse volkstellingen van ISTAT.
| Jaar | Inwoneraantal |
| ---- | ------------- |
| 1991 | 2881          |
| 2001 | 2732          |

## Geografie
De gemeente ligt op ongeveer 213 m boven zeeniveau.
Momo grenst aan de volgende gemeenten: Barengo, Bellinzago Novarese, Briona, Caltignaga, Oleggio, Vaprio d'Agogna.